# خانه حکیم‌باشی
خانه حکیم‌باشی مربوط به دوره قاجار است و در شهرستان اردکان خیابان شهید قانعی، محله بالاده، کوچه مسجد جامع، دربند حکیم‌باشی واقع شده و این اثر در تاریخ ۲۸ اسفند ۱۳۸۶ با شمارهٔ ثبت ۲۲۷۷۳ به‌عنوان یکی از آثار ملی ایران به ثبت رسیده‌است.